# Mary had a little lamb
Mary had a little lamb è una filastrocca inglese inventata nel XIX secolo negli Stati Uniti. La canzone è stata scritta da Sarah Josepha Hale nel 1830 e composta da Lowell Mason.
Il verso principale è:
La filastrocca è stata utilizzata da Edison come primo test per il fonografo nel 1877, ed è quindi la prima frase registrata della storia.
Nel 1972 Paul McCartney & Wings ne hanno inciso una versione uscita in versione 7" (B-side "Little Woman Love")

## Storia
La filastrocca, a differenza di altre poesie, non ha origini molto antiche e non presenta connotazioni sinistre (come nel Girotondo).
Sebbene da sempre si creda che Mary had a little lamb abbia origini inglesi, la filastrocca è stata scritta da un'insegnante americana, Sarah Josepha Hale, che per la sua realizzazione si ispirò a Mary Sawyer che, su suggerimento del fratello, portò il suo animale domestico (più precisamente un agnellino) a scuola.
Ecco infatti quel che ricorda Mary Sawyer:
(Mary Sawyer parlando della filastrocca.)
Sebbene si ritenga che Sarah abbia scritto l'intera poesia, alcune teorie affermano che l'inizio della filastrocca sia stato scritto da John Roulstone, per poi essere completata da Sarah.
Mary had a little lamb fu anche la prima frase che Edison incise canticchiando  sul suo fonografo il 6 dicembre 1877 nel laboratorio di Menlo Park (New Jersey); per questo motivo si è ritenuto per lungo tempo che la filastrocca fosse la prima canzone registrata della storia, ma la riscoperta nel 2008 di un'incisione su fonautografo del 1860 di Édouard-Léon Scott de Martinville gli ha tolto il primato

## Testi e melodia

### Prima versione
It followed her to school one day,
Which was against the rules.
It made the children laugh and play,
to see a lamb at school.
And so the teacher turned it out,
but still it lingered near.
And waited patiently about,
Till Mary did appear.
«Why does the lamb love Mary so?»,
The eager children cry.
«Why, Mary loves the lamb, you know».
the teacher did reply.»
La seguì un giorno a scuola,
il che era contro le regole.
Fece ridere e giocare i bambini,
vedere un agnello a scuola.
E l'insegnante lo scoprì,
ma ancora ci indugiava.
E aspettava con pazienza,
finché apparve Mary.
«Perché lui ama così tanto Mary?»,
urla il bambino più impaziente.
«Perché Mary ama l'agnellino, tu lo sai».
rispose l'insegnante.»

### Seconda versione
Negli anni '30 del XIX secolo Lowell Mason cambiò la filastrocca aggiungendo delle ripetizioni.
And everywhere that Mary went,
Mary went, Mary went,
And everywhere that Mary went
The lamb was sure to go.
It followed her to school one day,
To school one day, to school one day,
It followed her to school one day,
Which was against the rules.
It made the children laugh and play,
laugh and play, laugh and play,
It made the children laugh and play
to see a lamb at school.
And so the teacher turned it out,
turned it out, turned it out,
And so the teacher turned it out
but still it lingered near.
And waited patiently about,
Patiently about, patiently about,
And waited patiently about,
Till Mary did appear.
«Why does the lamb love Mary so?
Love Mary so? Love Mary so?
«Why does the lamb love Mary so?»,
The eager children cry.
«Why, Mary loves the lamb, you know.
The lamb, you know, the lamb, you know,
Why, Mary loves the lamb, you know»
the teacher did reply.»
E ovunque Mary andava,
Mary andava, Mary andava,
E ovunque Mary andava
l'agnellino sicuramente la seguiva.
La seguì un giorno a scuola,
un giorno a scuola, un giorno a scuola,
la seguì un giorno a scuola,
il che era contro le regole.
Fece ridere e giocare i bambini,
ridere e giocare, ridere e giocare,
fece ridere e giocare i bambini
vedere un agnello a scuola.
E l'insegnante lo scoprì,
lo scoprì, lo scoprì,
e l'insegnante lo scoprì
ma ancora ci indugiava.
E aspettò con pazienza,
con pazienza, con pazienza,
e aspettò con pazienza,
finché apparve Mary.
«Perché lui ama così tanto Mary?
così tanto? Così tanto?
«Perché lui ama così tanto Mary?»,
urla il bambino più impaziente.
«Perché Mary ama l'agnellino, tu lo sai.
Tu lo sai, tu lo sai,
Perché Mary ama l'agnellino, tu lo sai»
rispose l'insegnante.»